# História do futebol

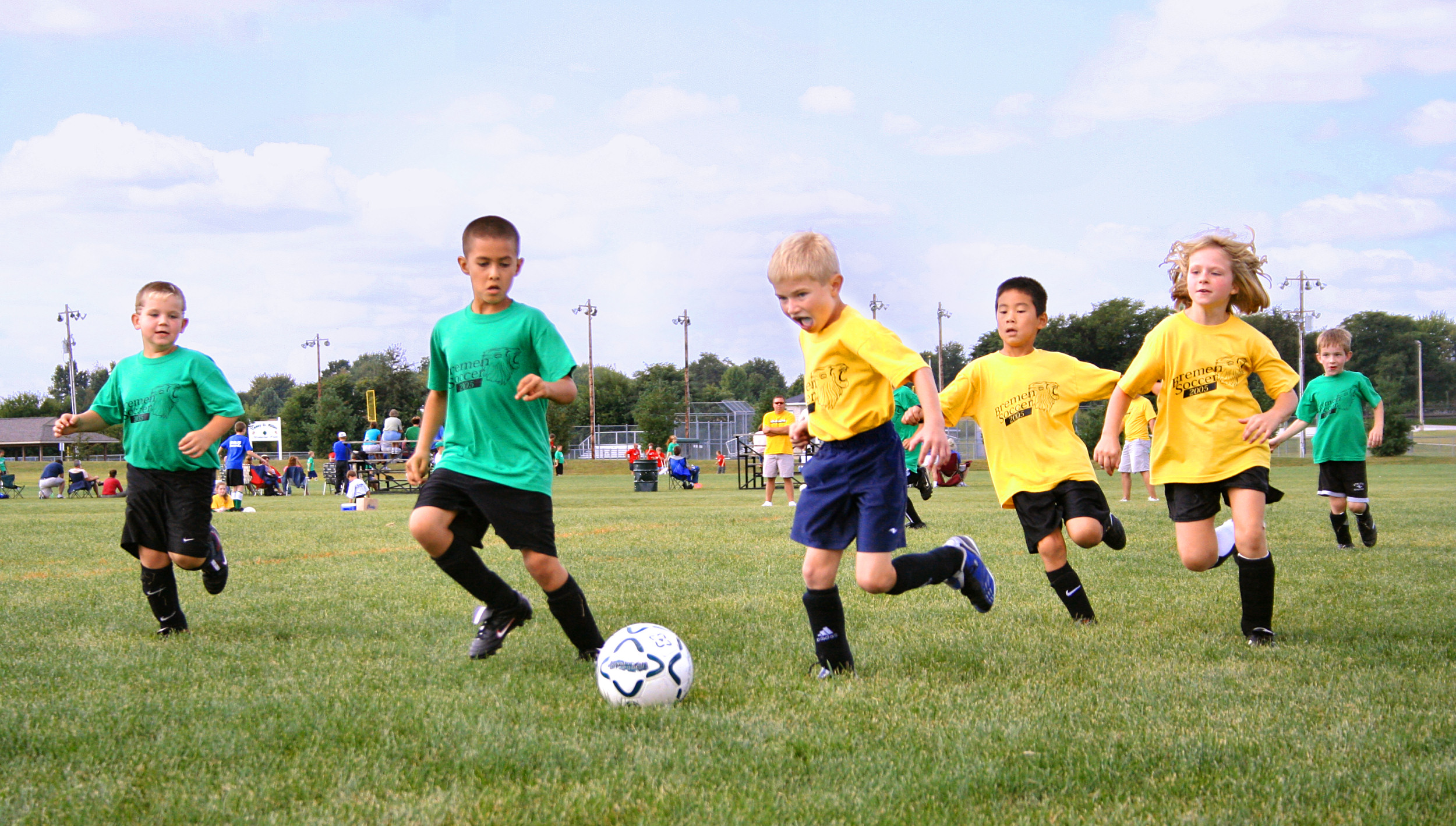
Crianças jogando futebol nos dias de hoje

A história do futebol enquanto esporte oficialmente regrado se inicia em território britânico no século XIX.

## Primórdios

### tsu-chu
Durante a dinastia do imperador Huang-ti, era costume chutar os crânios ou cabeças dos inimigos derrotados. Os crânios, que mais tarde viriam a ser substituídos por bolas de couro, tinham que ser chutados pelos soldados chineses por entre duas estacas cravadas no chão, no primeiro indício de traves.
O esporte era chamado de tsu-chu, que em chinês, significa  (tsu) uma "bola recheada feita de couro" (chu). O esporte foi criado para fins de treinamento militar, por Yang-Tsé, integrante da guarda do Imperador, na dinastia Xia, em 2197 a.C.

### Okemari
Significando pontapear a bola (ke = chutar, mari = bola) é uma variação do tsu-chu com origem no Japão. Ao contrário do desporto chinês, as mulheres não podiam participar do kemari. E difundido pelos imperadores Engi e Tenrei, e era proibido qualquer contacto corporal. O campo (kakari) era quadrado e em cada lado havia uma árvore: cerejeira (sakura), salgueiro (yana-gi), bordo (kaede) e pinheiro (matsu). Os jogadores (mariashi, de mari = bola e ashi = pé) eram oito. Esse jogo era mais um ritual religioso do que propriamente um esporte, antes de se iniciar era realizada uma celebração para abençoar a "bola" que simbolizava o Sol e era criada artesanalmente com bambu.

### O epísquiro
A primeira referência ao epísquiro vem do livro Esferomaquia (Sphairomachia), de Homero, um livro grego só sobre esportes com bolas.
Nele é citado o epísquiro, um esporte  disputado com os pés, num campo retangular, por duas equipes de onze jogadores. O número desses, porém, podia mudar de acordo com as dimensões do campo. Podia-se ter até 17 jogadores de cada lado, como acontecia no século I a.C. em Esparta. A bola era feita de bexiga de boi e recheada com ar e areia, que deveria ser arremessada para as balizas, no fundo de cada lado do campo.

### Os sacrifícios Maias
Entre os anos de 900 e 200 a.C., na Península de Iucatã, atual México, os maias praticavam um jogo (pok ta pok) com os pés e as mãos. O objetivo do jogo era arremessar a bola num furo circular no meio de seis placas quadradas de pedras. Na linha de fundo havia dois templos, onde o atirador-mestre (o equivalente ao capitão da equipe) do grupo perdedor era sacrificado.

### Harpasto
Descendente do epísquiro, o harpasto foi um esporte praticado por volta de 200 a.C. no Império Romano. O harpasto era disputado num campo retangular, divido por uma linha e com duas linhas como meta. A bola, feita de bexiga de boi, era chamada de fole (follis). 
O harpasto era um exercício militar, o que fazia uma partida poder durar horas. Com as conquistas romanas, ele foi difundido por outras regiões da Europa, da Ásia Menor e do Norte da África.

### Osoule
Durante a Idade Média, na região onde atualmente fica a França, foi criado o soule, uma versão do harpasto, introduzido pelos romanos entre os anos de 58 e 51 a.C.. As regras do soule variavam de região à região. Seu nome também, onde era chamado de choule na Picardia.
O soule foi um esporte da realeza, praticado pela aristocracia. O rei Henrique II da França, proibiu o jogo, pois o mesmo era violentíssimo e barulhento. Sendo assim, criou a lei que decretava a proibição desse esporte, e aqueles que o praticassem poderiam ir até para a prisão.

### Ocalcio fiorentino
Não é por acaso que os italianos chamam hoje o futebol de calcio. O desporto foi criado em Florença, e por isso, chamado de calcio fiorentino. As regras só foram estabelecidas em 1580, por Giovanni di Bardi. O jogo passou a ser arbitrado por dez juízes, e a bola podia ser impulsada com os pés ou as mãos, e precisava ser introduzida numa barraca armada no fundo de cada campo. Não havia limite de jogadores (levando-se em conta o tamanho do campo, claro), por isso a necessidade de tantos juízes. O desporto se espalhou rapidamente por todo país, e hoje é uma festa anual em várias cidades da Itália.

## O football
O primeiro registro de um desporto semelhante ao futebol atual nos territórios bretões vem do livro Descriptio Nobilissimae Civitatis Londinae, de Willian Fitztephe, em 1175. A obra cita um jogo (semelhante ao soule) durante a Schrovetide (espécie de Terça-feira Gorda), em que habitantes de várias cidades inglesas saíram à rua chutando uma bola de couro para comemorar a expulsão dos dinamarqueses. A bola simbolizava a cabeça de um invasor.
Por muito tempo o futebol foi meramente um festejo para os ingleses. Lentamente o desporto passou a ficar cada vez mais popular. Tanto que, no século XVI, a violência do jogo era tamanha, que o escritor Philip Stubbes escreveu certa vez: "Um jogo bárbaro, que só estimula a cólera, a inimizade, o ódio e a malícia." - O que de fato, era verdade. Era comum no desporto pernas partidas, roupas rasgadas ou dentes arrancados. Há noticias até de acidentes fatais, como a de um jogador que se afogou ao pular de uma ponte para apanhar a bola. Houve também muitos assassinatos devido a rivalidade entre equipes. Por isso, o desporto ficou conhecido como , "futebol de massa".
Em 1700, foram proibidas as formas violentas do futebol. O desporto, então, teve que mudar, e foi ganhando aspectos mais modernos. Em 1710, as escolas de Covent Garden, Strand e Fleet Street passaram a adotar o futebol como atividade física. Com isso, ganhou novos adeptos, que saíram de desporto como o tiro desportivo e a esgrima. Com a difusão do desporto pelos colégios do país, o problema passou a ser os diferentes tipos de regras em cada escola. Duas regras de diferentes colégios ganharam destaque na época: um jogo só com o uso dos pés, e o outro com o uso dos pés e das mãos. Criaram-se, assim, o football e o rugby, em 1846.

## O jogo como o conhecemos
Em 1848, a Cambridge University Association Football Club elaborou as regras do jogo, valorizando a destreza ao invés da força, proibindo se agarrar a bola e a entrada dura, tendo sido essas regras adotadas pela Football Association em 1863, criando o futebol como nós o conhecemos hoje, que com a adoção de  outras regras que foram adotadas posteriormente, colaboraram para manter o espírito do jogo elaborado em Cambridge.